# ずうとるび ゴールデン☆ベスト〜エレック・セレクション〜
『ずうとるび ゴールデン☆ベスト〜エレック・セレクション〜』は、ずうとるびのベスト・アルバム。

## 解説
各レコード会社から発売されているゴールデン☆ベストシリーズの中の1枚。
1974年、テレビバラエティ『笑点』内の企画「ちびっ子大喜利」で一躍有名となった男性アイドルグループ「ずうとるび」がリリースしたエレックレコード在籍時の全シングルA面とアルバム収録された楽曲で構成された廉価版ベスト・アルバム。エレック時代の作品のみ収録されているため山田脱退後の楽曲は収録されていない。
山田隆夫は、2011年4月10日放送分の大喜利のあいさつで本作の告知をした。

## 収録曲

### Disc 1
1. 透明人間
  - 作詞・作曲：山田隆夫
  - 1stシングル。
2. 恋のパピプペポ
  - 作詞：岡田冨美子、作曲：佐瀬寿一、編曲：竜崎孝路
  - 2ndシングル。
3. みかん色の恋
  - 作詞：岡田冨美子、作曲：佐瀬寿一、編曲：竜崎孝路
  - 3rdシングル。
4. 恋があぶない
  - 作詞：岡田冨美子、作曲：佐瀬寿一、編曲：あかのたちお
  - 4thシングル。
5. 太陽の季節
  - 作詞：岡田冨美子、作曲・編曲：穂口雄右
  - 5thシングル。
6. 初恋の絵日記
  - 作詞：岡田冨美子、作曲：加瀬邦彦、編曲：竜崎孝路
  - 6thシングル。
7. 恋の夜行列車
  - 作詞・作曲：山田隆夫、補作詞：岡田冨美子
  - 7thシングル。
8. ペチャパイブギ
  - 作詞・作曲：山田隆夫、編曲：つのだ☆ひろ
  - 8thシングル。
9. 愛の反逆
  - 作詞：千家和也、作曲：佐瀬寿一、編曲：船山基紀
  - 9thシングル。
10. 少年探偵団の唄
  - 作詞：壇上文雄、作曲：白木治信
  - 1stアルバム「ずうとるびファースト」に収録。
11. ドリームランド
  - 作詞・作曲：山田隆夫
  - 4thアルバム「ずうとるびフォース 愉快な仲間たち どりーむらんど」に収録。
12. ずうとるびのテーマ
  - 作詞・作曲：山田隆夫
  - 3rdアルバム「ずうとるびサード 恋があぶない」に収録。
13. 幸運を運ぶ王子さま
  - 作詞・作曲：山田隆夫
  - 5thアルバム「恋の夜行列車～愛と冒険の旅～」に収録。
14. チョウチョの唄
  - 作詞・作曲・編曲：ずうとるび
  - 2ndアルバム「ずうとるびセカンド みかん色の恋」に収録。

### Disc 2
1. 海水浴
  - 作詞・作曲：山田隆夫、編曲：佐瀬寿一
  - 2ndアルバム「ずうとるびセカンド みかん色の恋」に収録。
2. ロッククライミング
  - 作詞・作曲：山田隆夫、編曲：佐瀬寿一
  - 5thアルバム「恋の夜行列車〜愛と冒険の旅〜」に収録。
3. ローズマリー
  - 作詞・作曲：山田隆夫
  - ライブアルバム「ずうとるびファースト・ライブ」に収録。
4. 宇宙人の恋
  - 作詞・作曲：山田隆夫、編曲：佐瀬寿一
  - 3rdアルバム「ずうとるびサード 恋があぶない」に収録。
5. 寿限無
  - 作詞・作曲：山田隆夫、編曲：佐瀬寿一
  - 3rdアルバム「ずうとるびサード 恋があぶない」に収録。
6. 心に書いたラブレター
  - 作詞：門谷憲二、作曲：クニ河内、編曲：竜崎孝路
  - 2ndアルバム「ずうとるびセカンド みかん色の恋」に収録。
7. 冬が淋しい
  - 作詞：岡田冨美子、作曲・編曲：佐瀬寿一
  - 2ndアルバム「ずうとるびセカンド みかん色の恋」に収録。
8. 二人の夕日
  - 作詞：岡田冨美子、作曲・編曲：佐瀬寿一
  - 2ndアルバム「ずうとるびセカンド みかん色の恋」に収録。
9. 二人
  - 作詞・作曲：山田隆夫、補作詞：佐藤公彦
  - 1stアルバム「ずうとるびファースト」に収録。
10. こずえちゃん
  - 作詞・作曲：山田隆夫、補作詞：佐藤公彦
  - 1stアルバム「ずうとるびファースト」・3rdシングル「みかん色の恋」に収録。
11. 許されぬ愛のはじまり
  - 作詞：岡田冨美子、作曲：佐瀬寿一、編曲：あかのたちお
  - 3rdアルバム「ずうとるびサード 恋があぶない」に収録。
12. 夜空をかける恋
  - 作詞：岡田冨美子、作曲：井上忠夫、編曲：あかのたちお
  - 3rdアルバム「ずうとるびサード 恋があぶない」に収録。
13. お手紙下さい
  - 作詞・作曲：山田隆夫、編曲：佐瀬寿一
  - 7thシングル「恋の夜行列車」・4thアルバム「ずうとるびフォース 愉快な仲間たち どりーむらんど」に収録。
14. 美しい涙
  - 作詞：千家和也、作曲：佐瀬寿一、編曲：船山基紀
  - 9thシングル「愛の反逆」に収録。

## 関連作品
- 『ずうとるび ゴールデン☆ベスト』 - ワーナーミュージック・ジャパン